# Georges Bénédite

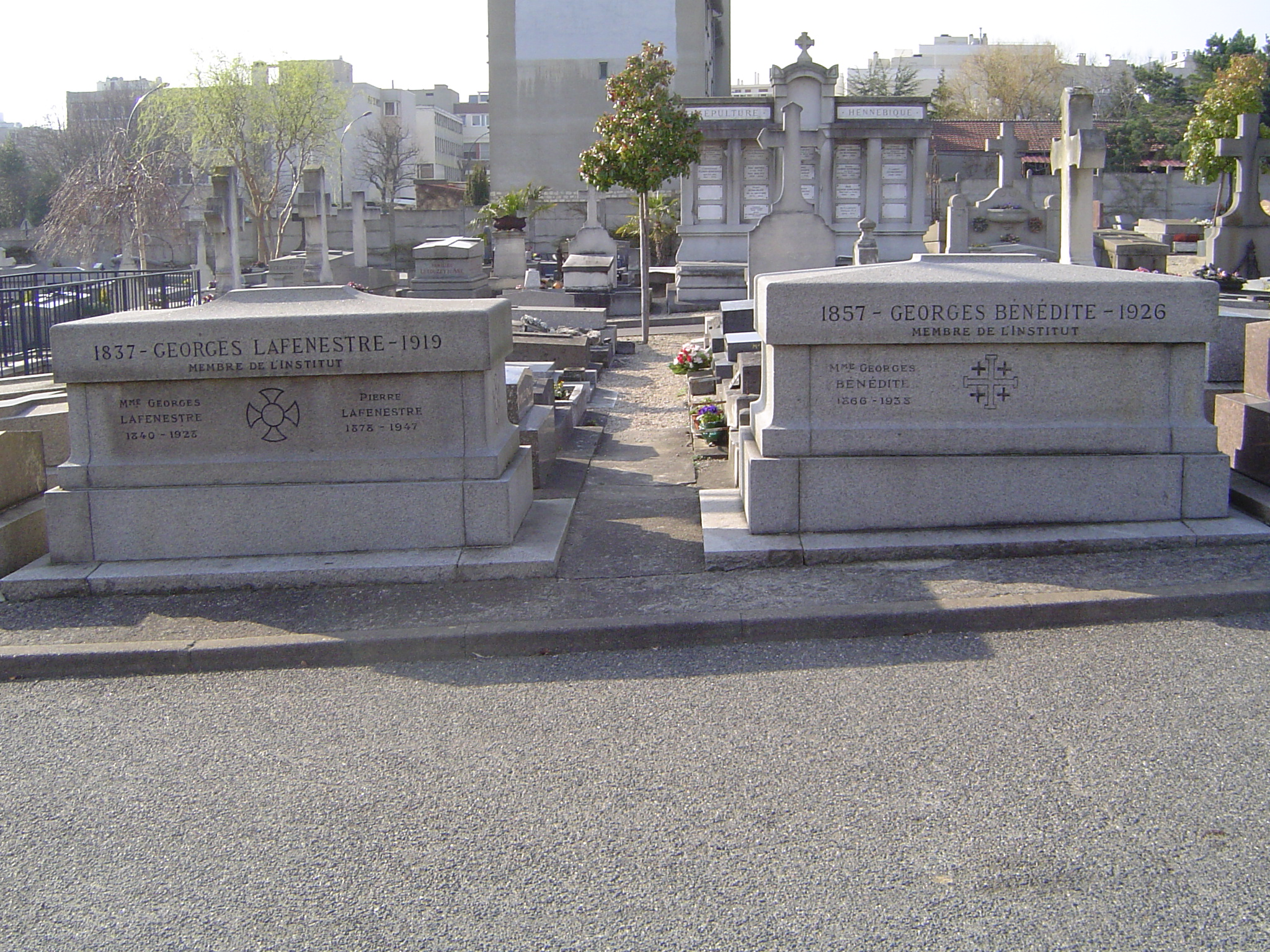
Die Gräber von Georges Aaron Bénédite und Georges Lafenestre auf dem Friedhof von Bourg-la-Reine.

Georges Aaron Bénédite (* 10. August 1857 in Nîmes, Frankreich; † 26. März 1926 in Luxor, Ägypten) war ein französischer Ägyptologe.
Er war Inhaber des Lehrstuhls für Ägyptische Archäologie und entdeckte 1903 in Sakkara die Mastaba des Achethotep, eines Wesirs des Pharao Unas. Auch im Tal der Könige hat er mehrere Gräber ausgegraben, darunter 1900 das Grab KV41. 1924 wurde er zum Mitglied der Académie des inscriptions et belles-lettres gewählt.
Bénédite starb kurz nachdem er das Grab des Tutanchamun (KV62) besucht hatte. Sein Tod nährte später die Spekulationen rund um einen „Fluch des Pharao“.

## Veröffentlichungen
- Égypte. Hachette, Paris 1900; drei Bände mit sieben Karten, 54 Illustrationen und 22 synoptischen Tafeln.